# Cônego Marinho
Cônego Marinho là một đô thị thuộc bang Minas Gerais, Brasil. Đô thị này có diện tích 1617,916 km², dân số năm 2007 là 6279 người, mật độ 3,9 người/km².